# The Best of Siouxsie and the Banshees
Pour les articles homonymes, voir Best of.
Albums de Siouxsie and the Banshees
The Rapture
(1995) Seven Year Itch
(2003)
The Best of Siouxsie and the Banshees est un album de compilation du groupe Siouxsie and the Banshees sorti en 2002. Il inclut dans un ordre non chronologique tous les singles du groupe qui ont été classés dans le top-40 anglais, notamment les hits Hong Kong Garden (classé numero 7 en 1978), Happy House (numero 17 en 1980), Peek-a-Boo (numéro 16 en 1988) et aussi leur plus gros succès aux États-Unis, le single Kiss Them For Me (numéro 23 dans le billboard hot 100 en 1991).
Ce best of contient aussi un titre inédit, Dizzy, jamais paru jusqu'alors et enregistré en 1994. Une édition limitée comprend en plus un deuxième CD avec plusieurs versions longues dont le single Song from the Edge of the World, sorti en juillet 1987 et resté depuis inédit. La version Sound & Vision de ce best of sortie en 2004 puis rééditée en 2007, comporte un DVD avec tous les vidéo-clips en plus des deux CD audio.
Dans sa chronique, le magazine Billboard parle d'une « pop aventureuse, somptueuse et contagieuse, tout au long d'une carrière qui a duré près de vingt ans ». 

## Liste des titres
1. Dear Prudence (1983)
2. Hong Kong Garden (1978)
3. Cities in Dust (1985)
4. Peek-a-Boo (1988)
5. Happy House (1980)
6. Kiss Them for Me (1991)
7. Face to Face (1992)
8. Dizzy (1995)
9. Israel (1980)
10. Christine (1980)
11. Spellbound (1981)
12. Stargazer (1995)
13. Arabian Knights (1981)
14. The Killing Jar (1988)
15. This Wheel's on Fire (1987)

## CD 2 (uniquement sur l'édition double)
1. Spellbound (extended #2 version)
2. Song from the Edge of the World (Columbus mix)
3. Kiss Them for Me (Kathak #2 mix)
4. Peek-a-Boo (Silver Dollar mix)
5. The Killing Jar (Lepidopteristic mix)
6. Cities in Dust (Eruption mix)
7. Dazzle (Glamour mix)
8. Stargazer (Mambo Sun remix)
9. Face to Face (Catatonic mix)